# 佐久間定吉
佐久間 定吉（さくま さだきち、旧姓・池田、1874年〈明治7年〉10月19日 - 1940年〈昭和15年〉8月14日）は、日本の商人（生魚、鮮魚商）、地主・家主、実業家。族籍は東京府平民。

## 人物
静岡県平民・池田與三郎の三男。東京府平民・佐久間藤吉の祖父藤翁の養子となり、1894年に分かれて一家を創立する。生魚商を営み、直接国税450円を納める。東京土地取締役支配人をつとめる。地家主である。
趣味は書画、盆栽。住所は東京芝車町、芝二本榎西町。

## 家族・親族
佐久間家
- 妻・ふく子[1]、あるいはふく[2][7]（1880年 - ?、東京、佐久間藤吉の妹[2]、佐久間仙太郎の養女[5]）
- 長男・勝雄（1904年 - ?、第百銀行員）[7]
  - 同妻（1911年 - ?、高木益太郎の三女）[7]
  - 同長女[7]
- 長女（1901年 - ?、東京、勝部兵助の妻）[7]
- 孫[7]

親戚
- 妻の兄・佐久間藤吉（高根屋、鮮魚商）[6]
- 長男の妻の父・高木益太郎[7]（弁護士、法律新聞社長、衆議院議員）